# Mucarer
Mucarerul (din turcă mukarrer = confirmat) a fost un obicei introdus în a doua jumătate a secolului al XVI-lea în Țara Românească și Moldova, conform căruia un domn trebuia să fie confirmat de sultanul Imperiului Otoman după trei ani de domnie, conducătorul principatului românesc fiind nevoit în acest scop să plătească o sumă de bani.
În Moldova mucarerul a fost introdus după moartea lui Ioan Vodă cel Viteaz, iar în Muntenia în timpul lui Mihnea Turcitul. Cu timpul, mucarerul s-a împărțit în mucarerul mare și mucarerul mic. Mucarerul mare consta în îndatorirea domnului de a se prezenta după trei ani de domnie la Țarigrad pentru a plăti în persoană suma de bani. Astfel, obiceiul dobândea scopul de a testa fidelitatea domnului. Mucarerul mic desemna doar suma bănească ce trebuia plătită anual Imperiului Otoman. 
La începutul veacului al XVIII-lea, mucarerul mare ajunsese să fie echivalentul sumei plătite la numire. Pe vremea lui Dimitrie Cantemir, valoarea mucarerului mare era de 54.000 de taleri, în timp ce mucarerul mic era de 25.000 de taleri.
Doi domnitori cărora le-a fost frică să se prezinte la Înalta Poartă pentru a săruta în persoană mâna împăratului turc au fost Gheorghe Ștefan și Constantin Șerban, care și-au pierdut în consecință domnia. Constantin C. Giurescu consemna că obiceiul căzuse în desuetitudine către sfârșitul secolului al XVII-lea, chemarea în 1703 a lui Constantin Brâncoveanu fiind excepțională și provocând în consecință mare frică.

## Vezi și
- Bir